# الجرار (حصبان)

تعديل مصدري - تعديل

الجرار محلة تابعة لقرية حصبان، التابعة لعزلة خولان بمديرية مذيخرة إحدى مديريات محافظة إب في الجمهورية اليمنية، بلغ تعداد سكانها 25 حسب تعداد اليمن لعام 2004.